# Solnjača
Solnjača (lat. Salsola), biljni rod iz porodice štirovki raširen po Euroaziji , Sjevernoj Africi i Australiji.
Sastoji se od 38 vrsta, prema Kew-u (55), od kojih dvije i u Hrvatskoj, sodna i bodljikava solnjača.

## Vrste
1. Salsola angusta Botsch.
2. Salsola australis R.Br.
3. Salsola austrotibetica Sukhor.
4. Salsola baranovii Iljin
5. Salsola basaltica (C.Brullo, Brullo, Gaskin, Giusso, Hrusa & Salmeri) C.Brullo & Brullo
6. Salsola chinghaiensis A.J.Li
7. Salsola collina Pall.
8. Salsola cruciata L.Chevall. ex Batt. & Trab.
9. Salsola glomerata (Maire) Brullo
10. Salsola griffithii (Bunge) Freitag & Khani
11. Salsola gymnomaschala Maire ex Maire
12. Salsola halimocnemis Botsch.
13. Salsola hartmannii Sukhor.
14. Salsola ikonnikovii Iljin
15. Salsola intramongolica H.C.Fu & Z.Y.Chu
16. Salsola jacquemontii Moq.
17. Salsola junatovii Botsch.
18. Salsola kali L.
19. Salsola komarovii Iljin
20. Salsola melitensis Botsch.
21. Salsola monoptera Bunge
22. Salsola papillosa (Coss.) Willk.
23. Salsola paulsenii Litv.
24. Salsola praecox (Litv.) Litv.
25. Salsola ryanii Hrusa & Gaskin
26. Salsola sabrinae Mosyakin
27. Salsola sinkiangensis A.J.Li
28. Salsola squarrosa Steven ex Moq.
29. Salsola strobilifera (Benth.) Mosyakin
30. Salsola tamamschjanae Iljin
31. Salsola tamariscina Pall.
32. Salsola tragus L.
33. Salsola tunetana Brullo
34. Salsola turcica Yild.
35. Salsola verticillata Schousb.
36. Salsola webbii Moq.
37. Salsola zaidamica Iljin
38. Salsola zygophylla Batt.
39. Salsola ×gobicola Iljin
40. Salsola ×masclansii G.Monts. & D.Gómez